# Cyphostigma pulchellum
Cyphostigma pulchellum är en enhjärtbladig växtart som först beskrevs av George Henry Kendrick Thwaites, och fick sitt nu gällande namn av George Bentham. Cyphostigma pulchellum ingår i släktet Cyphostigma och familjen Zingiberaceae. Inga underarter finns listade i Catalogue of Life.